# 文怀恩

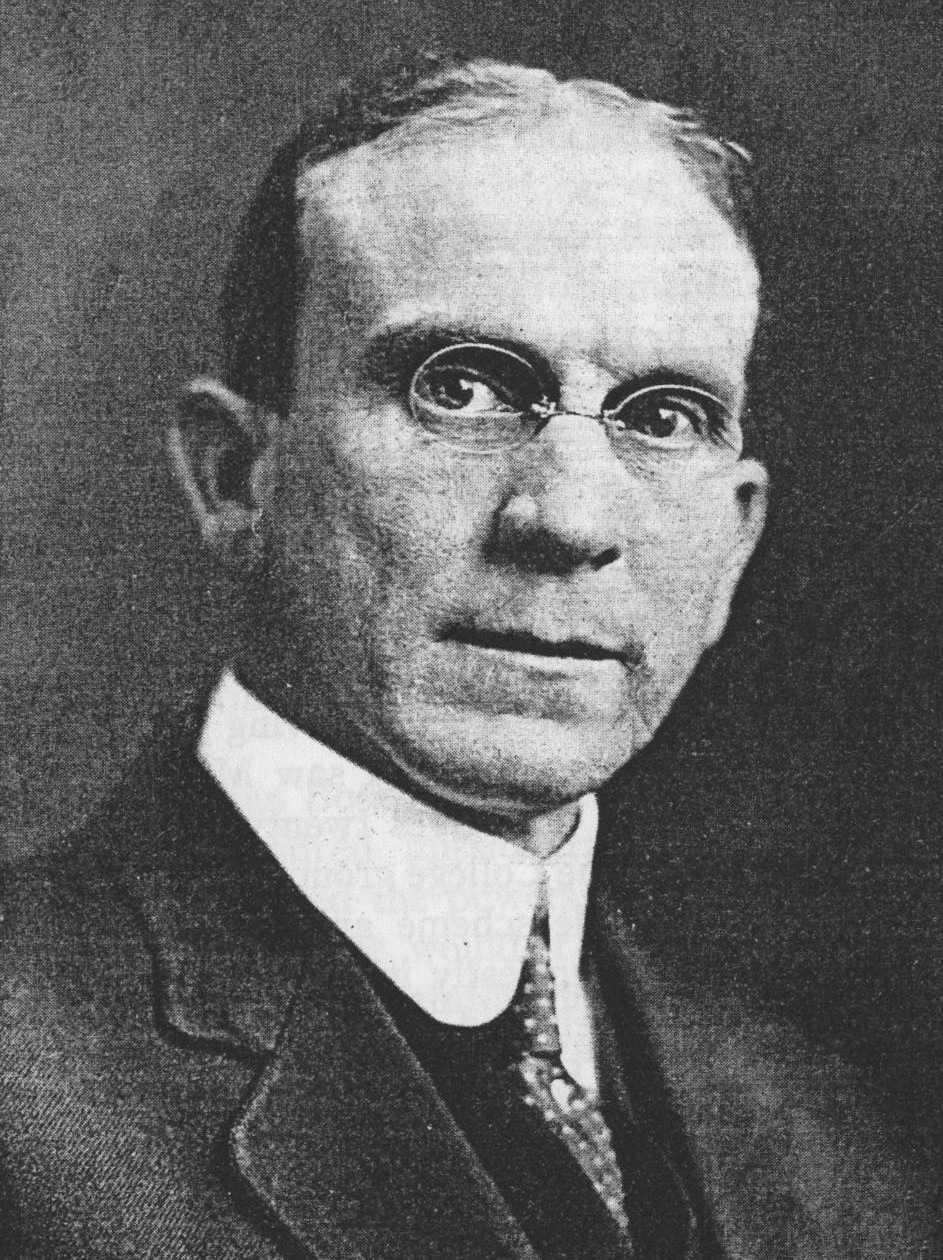
文怀恩。

文怀恩（Dr. John Elias Williams，1871年—1927年3月24日），生於美國俄亥俄州，美国美北长老会传教士，金陵大学副校长，在1927年南京事件中被杀。

## 生平
1899年，28岁的文怀恩受美北长老会差遣来华，接替贺子夏担任南京户部街益智书院院长，直至1906年。1907年，文怀恩去日本，在东京早稻田大学中负责中国留学生的工作。1908年他回到中国，任南京鼓楼宏育书院副院长。1910年，宏育书院与汇文书院合并组建金陵大学，文怀恩任副校长兼中学部部长。
華中各地曾兩度遭受天然災害，文懷恩赴美勸募賬款。1911年，募款十一萬銀元；1922年，募款七百餘萬美元，有數十萬災民受益，金陵大學是兩度賑災的工作中心。
1927年3月24日，北伐期间进入南京城的國民革命軍进行一系列激烈的排外活动，針對外国的領事館、企業、教會、學校和住宅區進行攻击、焚烧和抢劫，文怀恩也在此之中遭到殺害。戴安邦将他葬于清凉山西南，1929年立碑，今已无存。

## 住所
1902年，文怀恩在江西庐山牯岭117号建造一幢856平方米的避暑别墅（今中八路359号别墅），是当时庐山别墅中规模最大的一幢。1932年，这幢别墅卖给了江西省主席熊式辉。1959年和1961年的庐山会议时，朱德在此居住，1970年，陈伯达也曾在此居住。1996年，作为庐山别墅之一被列入第四批全国重点文物保护单位。

## 引用文獻
1. ↑  . Biographical Dictionary of Chinese Christianity.   [2014-01-20]. （原始内容存档于2014-02-01）.（英文）
2. ↑  曲拯民. . 翼報. 2009年1月  [2014-01-20]. （原始内容存档于2021-02-12）.
3. ↑  . alumni.nju.edu.cn.   [2020-02-13]. （原始内容存档于2021-02-12）.

| 前任： 首任 | 益智书院院长 1894年-1906年 | 繼任： 美在中 （宏育书院院长） |